# Massimiliano Blardone
Massimiliano Blardone (ur. 26 listopada 1979 w Domododosoli) – włoski narciarz alpejczyk, dwukrotny medalista mistrzostw świata juniorów.

## Kariera
Po raz pierwszy na arenie międzynarodowej pojawił się 21 grudnia 1994 roku w Bormio, gdzie w zawodach FIS Race zajął 75. miejsce w slalomie. W 1999 roku wystartował na mistrzostwach świata juniorów w Pra Loup, zdobywając złoty medal w slalomie i brązowy w kombinacji. Na tych samych mistrzostwach był też między innymi dziewiąty w zjeździe.
W zawodach Pucharu Świata zadebiutował 29 października 2000 roku w Sölden, zajmując 20. miejsce w gigancie. Tym samym już w swoim debiucie wywalczył pierwsze pucharowe punkty. Na podium zawodów tego cyklu pierwszy raz stanął 3 stycznia 2004 roku we Flachau, kończąc giganta na drugiej pozycji. W zawodach tych rozdzielił Austriaka Benjamina Raicha i Bjarne Solbakkena z Norwegii. Łącznie 25 razy stawał na podium, odnosząc siedem zwycięstw: 11 stycznia 2005 roku w Adelboden, 18 grudnia 2005 roku w Alta Badia, 2 grudnia 2006 roku w Beaver Creek, 8 grudnia 2007 roku w Bad Kleinkirchheim, 20 grudnia 2009 roku i 18 grudnia 2011 roku w Alta Badia oraz 26 lutego 2012 roku w Crans-Montana był najlepszy w gigantach. Najlepsze wyniki osiągnął w sezonie 2005/2006, kiedy zajął 17. miejsce w klasyfikacji generalnej, a w klasyfikacji giganta był drugi. Drugie miejsce w klasyfikacji giganta zajął także w sezonie 2006/2007, a w sezonach 2003/2004 i 2011/2012 zajmował w niej trzecie miejsce.
Na mistrzostwach świata w St. Anton w 2001 roku zajął piąte miejsce w gigancie. Wynik ten powtórzył podczas rozgrywanych osiem lat później mistrzostw świata w Val d’Isère. W 2002 roku wystartował na igrzyskach olimpijskich w Salt Lake City, zajmując ósme miejsce w gigancie. Cztery lata później, podczas igrzysk w Turynie, jego najlepszym wynikiem było jedenaste miejsce w tej konkurencji. Brał też udział w igrzyskach olimpijskich w Vancouver w 2010 roku, kończąc giganta na jedenastej pozycji.

## Osiągnięcia

### Igrzyska olimpijskie
| Miejsce | Dzień     | Rok  | Miejscowość | Konkurencja | Czas biegu  | Strata  | Zwycięzca           |
| ------- | --------- | ---- | ----------- | ----------- | ----------- | ------- | ------------------- |
| 8.      | 21 lutego | 2002 | Park City   | Gigant      | 2:23,28 min | +1,59 s | Stephan Eberharter  |
| 29.     | 18 lutego | 2006 | Sestriere   | Supergigant | 1:30,65 min | +2,83 s | Kjetil André Aamodt |
| 11.     | 20 lutego | 2006 | Sestriere   | Gigant      | 2:35,00 min | +1,95 s | Benjamin Raich      |
| 11.     | 23 lutego | 2010 | Whistler    | Gigant      | 2:37,83 min | +1,52 s | Carlo Janka         |

### Mistrzostwa świata
| Miejsce | Dzień     | Rok  | Miejscowość  | Konkurencja | Czas biegu  | Strata  | Zwycięzca            |
| ------- | --------- | ---- | ------------ | ----------- | ----------- | ------- | -------------------- |
| 5.      | 8 lutego  | 2001 | St. Anton    | Gigant      | 2:23,80 min | +0,84 s | Michael von Grünigen |
| DNF2    | 10 lutego | 2001 | St. Anton    | Slalom      | 1:39,66 min | -       | Mario Matt           |
| DNF1    | 12 lutego | 2003 | Sankt Moritz | Gigant      | 2:45,93 min | -       | Bode Miller          |
| 20.     | 9 lutego  | 2005 | Bormio       | Gigant      | 2:50,41 min | +4,06 s | Hermann Maier        |
| 16.     | 6 lutego  | 2007 | Åre          | Supergigant | 1:14,30 min | +1,08 s | Patrick Staudacher   |
| DNF1    | 14 lutego | 2007 | Åre          | Gigant      | 2:19,64 min | -       | Aksel Lund Svindal   |
| 5.      | 13 lutego | 2009 | Val d’Isère  | Gigant      | 2:18,82 min | +1,67 s | Carlo Janka          |
| 30.     | 18 lutego | 2011 | Ga-Pa        | Gigant      | 2:10,56 min | +3,06 s | Ted Ligety           |
| 11.     | 15 lutego | 2013 | Schladming   | Gigant      | 2:28,92 min | +2,82 s | Ted Ligety           |

### Mistrzostwa świata juniorów
| Miejsce | Dzień    | Rok  | Miejscowość | Konkurencja | Czas biegu  | Strata    | Zwycięzca        |
| ------- | -------- | ---- | ----------- | ----------- | ----------- | --------- | ---------------- |
| 9.      | 10 marca | 1999 | Pra Loup    | Zjazd       | 1:08,50 min | +0,74 s   | Klaus Kröll      |
| 26.     | 11 marca | 1999 | Pra Loup    | Supergigant | 1:11,87 min | +2,05 s   | Manfred Gstatter |
| 11.     | 13 marca | 1999 | Pra Loup    | Gigant      | 1:48,10 min | +0,84 s   | Christoph Alster |
| 1.      | 14 marca | 1999 | Pra Loup    | Slalom      | 1:34,96 min | -         | -                |
| 3.      | 14 marca | 1999 | Pra Loup    | Kombinacja  | 10,55 pkt   | +9,68 pkt | Kurt Engl        |

### Puchar Świata

#### Miejsca w klasyfikacji generalnej
- sezon 2000/2001: 40.
- sezon 2001/2002: 44.
- sezon 2002/2003: 36.
- sezon 2003/2004: 35.
- sezon 2004/2005: 23.
- sezon 2005/2006: 17.
- sezon 2006/2007: 20.
- sezon 2007/2008: 35.
- sezon 2008/2009: 28.
- sezon 2009/2010: 23.
- sezon 2010/2011: 54.
- sezon 2011/2012: 26.
- sezon 2012/2013: 46.
- sezon 2013/2014: 83.
- sezon 2014/2015: 107.
- sezon 2015/2016: 58

#### Zwycięstwa w zawodach
1. Adelboden – 11 stycznia 2005 (gigant)
2. Alta Badia – 18 grudnia 2005 (gigant)
3. Beaver Creek – 2 grudnia 2006 (gigant)
4. Bad Kleinkirchheim – 8 grudnia 2007 (gigant)
5. Alta Badia – 20 grudnia 2009 (gigant)
6. Alta Badia – 18 grudnia 2011 (gigant)
7. Crans-Montana – 26 lutego 2012 (gigant)

#### Pozostałe miejsca na podium w zawodach
1. Flachau – 3 stycznia 2004 (gigant) – 2. miejsce
2. Adelboden – 7 lutego 2004 (gigant) – 2. miejsce
3. Sölden – 24 października 2004 (gigant) – 2. miejsce
4. Kranjska Gora – 21 grudnia 2005 (gigant) – 2. miejsce
5. Yongpyong – 4 marca 2006 (gigant) – 2. miejsce
6. Åre – 17 marca 2006 (gigant) – 2. miejsce
7. Adelboden – 6 stycznia 2007 (gigant) – 2. miejsce
8. Kranjska Gora – 3 marca 2007 (gigant) – 3. miejsce
9. Lenzerheide – 17 marca 2007 (gigant) – 2. miejsce
10. Kranjska Gora – 8 marca 2008 (gigant) – 3. miejsce
11. Val d’Isère – 13 grudnia 2008 (gigant) – 2. miejsce
12. Adelboden – 10 stycznia 2009 (gigant) – 2. miejsce
13. Kranjska Gora  – 28 lutego 2009 (gigant) – 3. miejsce
14. Val d’Isère – 13 grudnia 2009 (gigant) – 2. miejsce
15. Val d’Isère – 11 grudnia 2010 (gigant) – 3. miejsce
16. Adelboden – 7 stycznia 2012 (gigant) – 3. miejsce
17. Bansko – 18 lutego 2012 (gigant) – 2. miejsce
18. Naeba – 13 lutego 2016 (gigant) – 3. miejsce

- W sumie (7 zwycięstw, 12 drugich i 6 trzecich miejsc).